# Xipe Totec
Xipe Totec (nah. „nasz pan, obdarty ze skóry”) – w wierzeniach rdzennych mieszkańców Mezoameryki, bóg wiosny, pór roku, zachodu i rolnictwa, personifikacja procesu walki i cierpienia w naturze rodzącej nowe życie, także opiekun złotników. Często utożsamiany z Czerwonym Tezcatlipoca (Tlatlauhqui Tezcatlipoca).
Kult tego boga przywędrował z zachodu, znad Oceanu Spokojnego, z ziem Tlapaneków. Ich ofiara wyglądała tak, że jeńców przywiązywali do specjalnego rusztowania i strzelali do nich z łuków. Krew spływająca z ran odżywiała ziemię spragnioną pokarmu. Kult Xipe Toteca występował u Zapoteków i Mixteków, a także w innych zakątkach Meksyku.

## Imiona Xipe Toteca
Według Durana nosił on dwa zestawy imion powiązanych ze sobą: Totec („Nasz Pan”) – Xipe („Obdarty Ze Skóry”) – Tlatlauhqui Tezcatl („Zwierciadło Ostatniego Blasku”) oraz drugi zestaw: Tota („Ojciec”) – Topiltzin („Syn”) – Yolometl („Serce Agawy”). Te zestawy imion, biorąc pod uwagę ich symboliczne znaczenie, pozwalają na stwierdzenie, iż Xipe Totec jako bardzo złożona postać w mitologii azteckiej zawierała w sobie kilka kompleksów charakterystycznych dla ognia i czasu, ognisto lunarnej Octli i płodności, myślistwa, słońca i wojny, krwawej śmierci ofiarnej i zejścia do Podziemia

## Wygląd i mitologia
W mitologii azteckiej był bogiem grabieży, rzemieślników, złotników i jubilerów oraz panem ziarna i siewu. Najczęściej odziany był w wiosenny strój ze zdartej skóry, co miało symbolizować odnowę życia, roślinności, utratę łusek przez kiełkujące ziarno i wyrastanie nowych roślin. Niektórzy uważają, że sam obdzierał się ze skóry, gdy ludzie głodowali, dając im tym samym żywność. Inni uważają z kolei, że obdzierał się ze skóry przed bogami, skłaniając ich w ten sposób, by to oni dali ludzkości kukurydzę. Gdy zdejmował z siebie cętkowaną skórę, był odziewany w złote szaty.
Na wizerunkach azteckich często jest obdarty ze skóry, z ciałem pokrytym kroplami krwi i surowicy, albo ubrany jest w ludzką skórę zdartą z jeńca złożonego w ofierze. Często ma ciało pomalowane na czerwono, stożkową czapkę, a w ręku trzyma laskę zakończoną kościaną grzechotką, którą przywołuje opady.
W drugiej swej naturze był panem pokutnych męczarni, symbolem ofiary, drogą duchowego wyzwolenia i panem zwłok. Ten drugi aspekt przejawiał się w zsyłaniu przez niego różne choroby – dżumę, ospę, strupy i ślepotę. Wierzono, że choroby te zsyłał, gdy był zaniedbywany przez ludzi lub na tych, którzy go obrazili. 
W Kodeksie Borgia przedstawiany jest w roli boskiego opiekuna kamienia ofiarnego albo śmierci wojownika w walce. Wraz z Macuilxochitlem kojarzony był z południową stroną świata i światem podziemnym Mictlanem. Jego wizerunek opisywali dwaj znani kronikarze – Diego Durán i Bernardino de Sahagún. Ten pierwszy pisał:

### U Durana
Wizerunek albo figura tego bóstwa był z kamienia i wielkości człowieka. Miał otwarte usta jak mówiący człowiek. Był przybrany w skórę ofiarowanego człowieka, a u nadgarstka zwisały dłonie skóry. W prawym ręku trzymał różdżkę, na końcu której przymocowane były grzechotki. W lewym ręku trzymał tarczę, przybraną żółtymi i czerwonymi piórami, a z uchwytu jej wychodził mały, czerwony sztandar z piórami na końcu. Na głowie miał przybranie ze wstęgą, także czerwoną. Była ona związana w kunsztowny łuk na czole, a pośrodku był złoty klejnot. Na plecach zwisał inny przystrój głowy z trzema małymi chorągiewkami, do których przymocowane były trzy czerwone wstążki ku czci trzech imion tego bóstwa. Nosiło ono też kunsztowne, wspaniałe spodnie, które zdawały się być częścią ludzkiej skóry, w którą było przyodziane.

### U Sahaguna
Posąg tego boga jest w postaci mężczyzny nagiego, którego jeden bok pomalowany był na żółto, a drugi na brunatno. Miał oblicze wyrzeźbione z obu stron na sposób wąskiego pasma, które przecinało od czoła do szczęki. Na głowie miał jakby kaptur z chwaścikami, które zwisały na bok. Był przybrany w skórę ludzką. Nosił włosy rozdzielone na dwie części i kolczyki ze złota. Opasany był zieloną spódniczką ze zwisającymi muszelkami, która sięgała do stóp. Nosił obuwie, albo sandały i trzymał tarczę żółtej barwy z obramowaniem czerwonym. Trzymał też oburącz berło jakby z makówką wypełniona nasionami, z grotem na szczycie, sterczącą ku górze.

### W kodeksach
W Kodeksie Vaticanus nosi na piersiach czterokolorowe zwierciadło magiczne Tezcatlipoki.
W Kodeksie Borgia trzyma przedramię ludzkie, którego dłoń zachodzi po nos, co jest znakiem bóstw śmierci u Majów oraz atrybutem Xolotla i Xochipilli jako Macuilxochitla.
W Kodeksie Borbonicus Xipe ma twarz wymalowaną na wzór boga Tezcatlipoki z tą różnicą, iż zamiast czerwonej ma czarną pręgę, przystrój głowy i Dymiące Zwierciadło na uchu. W lewej ręce trzymał kość ludzką oraz wokół niego znajduje się szereg symboli, jak naczynie ofiarnego ognia ze wstawioną różdżką Xipe, odciętą głową przepiórki z flagą ofiarną, głowę psa i węża zakończonego dwoma głowami.
W Kodeksie Vaticanus przedstawiony jest bóg Itztapaltotec jako aspekt boga Xipe Totec.

## Xipe Totec i kalendarz
W kalendarzu azteckim był panem piętnastego dnia quauhtli – „orzeł” dwudziestodniowego cyklu tonalpohualli oraz 14. trzynastki (Ce Itzcuintli) uosobianego z piorunem otwierającego drogę i wprowadzającego w Świat Podziemny. Patronował również 20. trzynastce (Ce Tochtli), czyli znakowi ognisto-lunarnej mocy napoju Octli. Wówczas znany był pod imieniem Itztapaltotec („Nasz Pan Płaskiego Kamienia”). W niektórych źródłach można się spotkać z twierdzeniem, że był jednym z wcieleń czerwonego Tezcatlipoca. Znany był również pod imieniem Itztapaltotec („Nasz Pan Płaskiego Kamienia”). Jego żeńskim odpowiednikiem była bogini Ciuateotl.

## Ofiary i ceremonie
Aztekowie składali mu bardzo krwawe ofiary z ludzi głównie na wiosnę w święto – Tlacaxipehualiztli w drugim miesiącu azteckiego kalendarza w miesiącu Tlacaxipehual. 
Podczas święta kapłani ogłuszali jeńców narkotykami i lekami, a następnie obdzierali ich żywcem ze skóry. Świeżo zdarte ludzkie skóry ubierali na siebie i wykonywali w nich rytualny taniec. Skóry nosili na sobie przez 20 dni trwania święta. Ze zwłok wyjmowano serce i składano na ołtarzu Xipe Toteka.
Inne wersje obrzędu ku czci Xipe Toteka mówią, że wystawiano jeńców na widok i strzelano do nich z łuków by ich krew wsiąkała w ziemię niczym deszcz. Tym obrzędem miano przywrócić ziemi płodność. 
Na jego cześć odbywały się walki przypominające gladiatorskie. Jeńca – wojownika przywiązywano za nogi do specjalnego kamienia ofiarnego – temalacatl. Do obrony dawano im drewnianą maczugę wyklejaną piórami zamiast ostrzy z krzemienia lub obsydianu, drewniane pociski i sieć. Tak uzbrojeni walczyli z wojownikami w strojach jaguara lub orła i w pełnym rynsztunku. Jeśli jeńcowi udało się obronić, to walczył z kolejnymi. Powalonemu jeńcowi kapłan wyrywał serce, a później obdzierał go ze skóry, które przez 20 dni nosili mężczyźni zwani xipeme.
Wojownicy, do których należeli jeńcy nakładali na siebie ściągnięte skóry, nakładali maski i wykonywali taniec, w którym prosili boga o życiodajne siły i urodzaj dla państwa. Uważano, że skóry ofiar boga dodawały siły w bitwie lub leczyły zsyłane przez boga choroby. Po kilku dniach święta, gdy przywdziane skóry gniły i odpadały z ciał wojowników, układano w stosy wszystkie skóry zabitych jeńców i składano je w piwnicach świątyni boga. Popękana skóra jeńca na ciele wojownika była symbolem otoczki nasienia kukurydzy, która podczas kiełkowania nowej rośliny także ulega rozerwaniu.
Bardzo często był wychwalany przy spożywaniu alkoholowego napoju pulque.

## Galeria

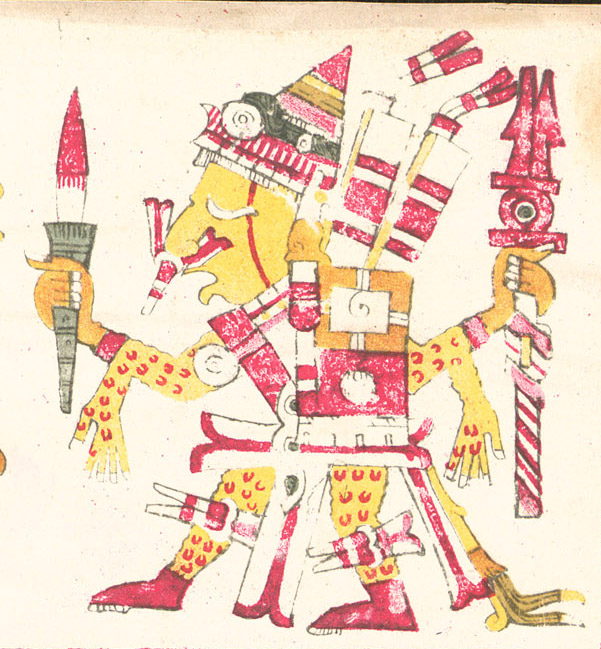
Xipe Totec – rysunek z Kodeksu Borgia
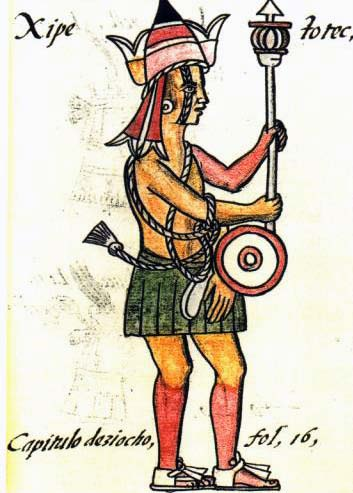
Xipe Totec – rysunek z Kodeksu Florentino
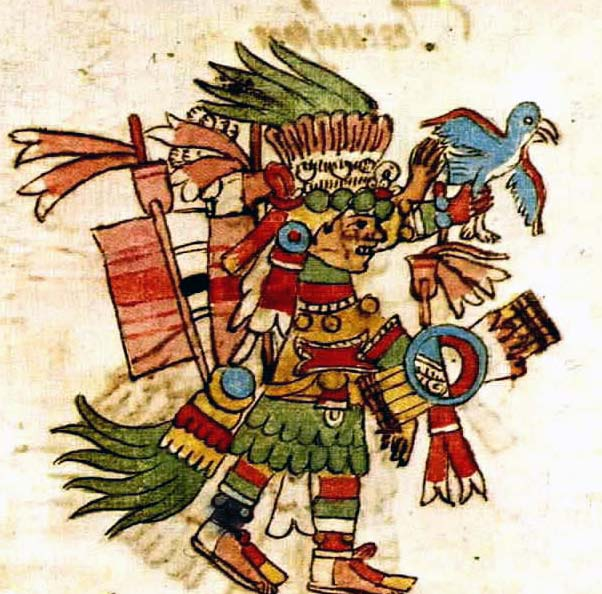
Bóg Xipe Totec, Kodeks Rios, XVI w.
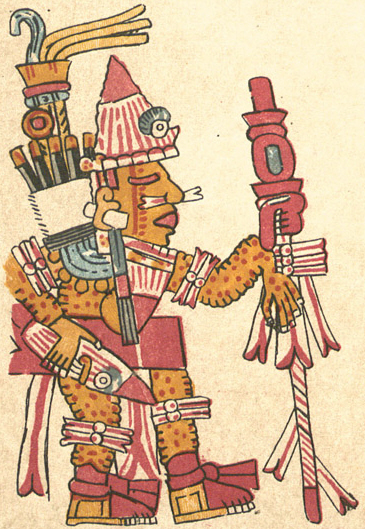
Bóg Itztapaltotec, jeden z aspektów boga Xipe Totec – rysunek z Kodeksu Vaticanus B
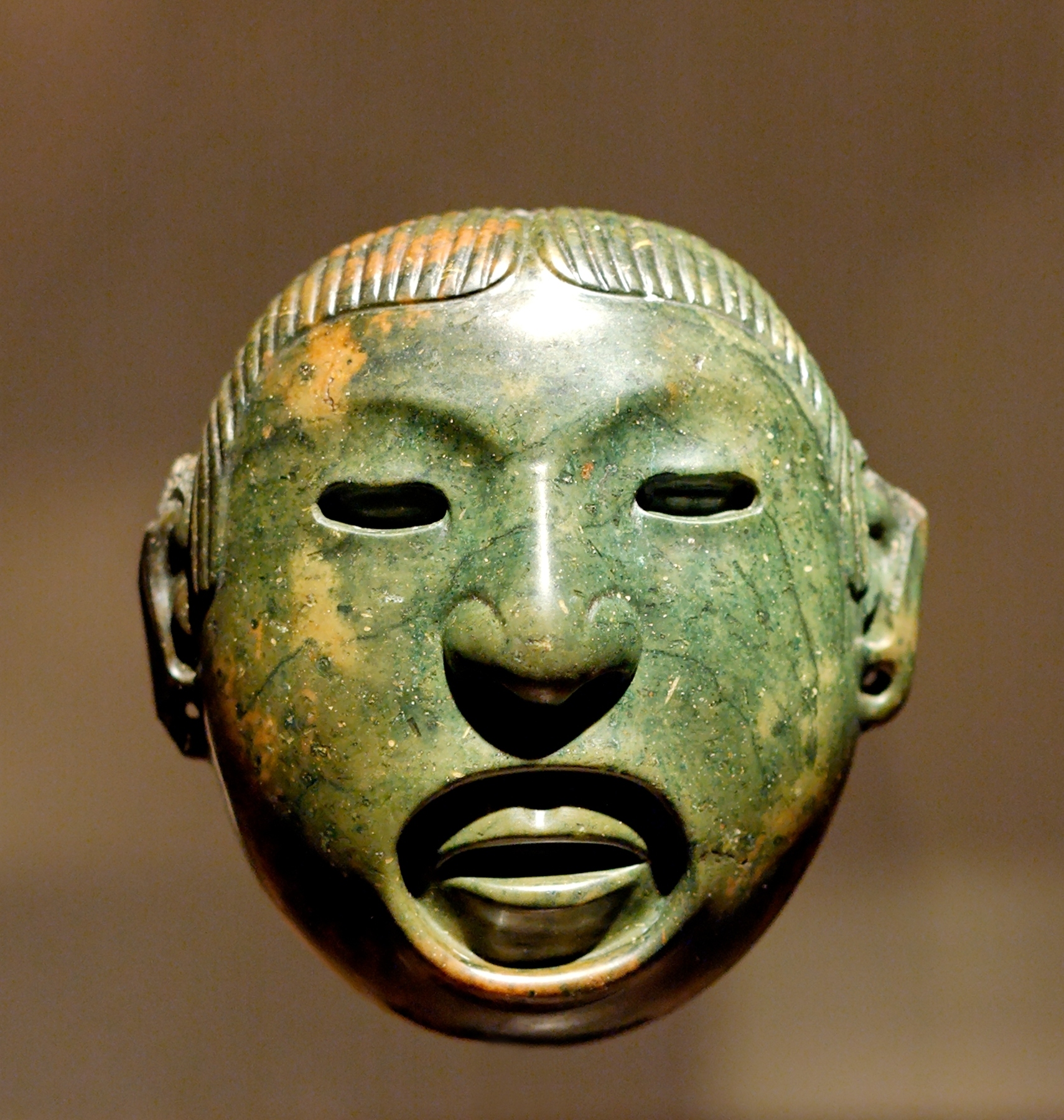
Maska Xipe Toteca z Luwru